# Laro
Laro, auch Laru, Aaleira, Ngwullaro und Yillaro, ist eine kordofanische Sprache aus der Gruppe der Heiban-Sprachen, die in Kurdufan im Sudan gesprochen wird.
Sie zählt zur Sprachfamilie der Niger-Kongo-Sprachen. Deren Sprecher gehen immer mehr dazu über, die Amtssprache Arabisch als Muttersprache zu übernehmen.